# グルーバー賞
グルーバー賞（Gruber Prizes）は、アメリカ領ヴァージン諸島に拠点を置くグルーバー財団によって、毎年優れた業績をあげた自然科学者に与えられる賞である。財団の創設者の名を冠している。

## 概要
以下の各部門があり、賞金は金メダルと50万アメリカ合衆国ドル。
- グルーバー賞宇宙論部門 Gruber Prize in Cosmology 2000年設立
- グルーバー賞遺伝学部門 Gruber Prize in Genetics 2001年設立
- グルーバー賞神経科学部門 Gruber Prize in Neuroscience 2004年設立

また2011年に授賞を終了した以下の賞があった。
- 社会正義のためのグルーバー賞 Gruber Prize for Justice 2001年設立
- 女性の権利のためのグルーバー賞 Gruber Prize for Women's Rights 2003年設立

## 歴代受賞者

### 宇宙論部門
- 2000年 - アラン・サンデージ、ジェームズ・ピーブルス
- 2001年 - マーティン・リース
- 2002年 - ヴェラ・ルービン
- 2003年 - ラシード・スニャーエフ
- 2004年 - アラン・グース、アンドレイ・リンデ
- 2005年 - ジェームズ・E・ガン
- 2006年 - ジョン・C・マザー、COBE
- 2007年 - ソール・パールマッター、ブライアン・P・シュミット、超新星宇宙計画
- 2008年 - リチャード・ボンド
- 2009年 - Wendy Freedman、Robert Kennicutt、Jeremy Mould
- 2010年 - Charles C. Steidel
- 2011年 - サイモン・ホワイト、Carlos Frenk、Marc Davis、George Efstathiou
- 2012年 - チャールズ・ベネット、WMAP
- 2013年 - Viatcheslav Mukhanov、アレクセイ・スタロビンスキー
- 2014年 - Sidney van den Bergh、Jaan Einasto、Ken Freeman、ブレント・タリー
- 2015年 - John E. Carlstrom、エレミア・オストライカー、Lyman A. Page, Jr
- 2016年 - ロナルド・ドリーバー、キップ・ソーン、レイナー・ワイス、LIGO
- 2017年 - サンドラ・フェイバー
- 2018年 - プランク、Nazzareno Mandolesi、Jean-Loup Puget
- 2019年 - Nick Kaiser、Joseph Silk
- 2020年 - Lars Hernquist、Volker Springel
- 2021年 - Marc Kamionkowski、Uroš Seljak、Matias Zaldarriaga
- 2022年 - Frank Eisenhauer
- 2023年 - Richard Ellis
- 2024年 - Marcia J. Rieke
- 2025年 - Ryan Cooke、Max Pettini

### 遺伝学部門
- 2001年 - ルドルフ・イエーニッシュ
- 2002年 - ロバート・ホロビッツ
- 2003年 - David Botstein
- 2004年 - メアリー＝クレア・キング
- 2005年 - Bob Waterston
- 2006年 - エリザベス・H・ブラックバーン
- 2007年 - Maynard V. Olson
- 2008年 - Allan C. Spradling
- 2009年 - ジャネット・ラウリー
- 2010年 - Gerald Fink
- 2011年 - Ronald W. Davis
- 2012年 - Douglas C. Wallace
- 2013年 - スバンテ・ペーボ
- 2014年 - ヴィクター・アンブロス、David Baulcombe、ゲイリー・ラヴカン
- 2015年 - エマニュエル・シャルパンティエ、ジェニファー・ダウドナ
- 2016年 - マイケル・グルンスタイン、チャールズ・デビッド・アリス
- 2017年 - スティーブン・エレッジ
- 2018年 - ジョアン・コリー、Elliot Meyerowitz
- 2019年 - バート・フォーゲルシュタイン
- 2020年 - ボニー・バスラー
- 2021年 - ステュアート・オーキン
- 2022年 - Ruth Lehmann、James Priess、Geraldine Seydoux
- 2023年 - Huda Akil
- 2024年 - Hugo J. Bellen
- 2025年 - Rotem Sorek

### 神経科学部門
- 2004年 - シーモア・ベンザー
- 2005年 - Eric Knudsen、小西正一
- 2006年 - 伊藤正男、Roger Nicoll
- 2007年 - 中西重忠
- 2008年 - ジョン・オキーフ
- 2009年 - ジェフリー・ホール、マイケル・ロスバッシュ、マイケル・ヤング
- 2010年 - Robert Wurtz
- 2011年 - フーダ・ゾービ
- 2012年 - Lily Jan、Yuh Nung Jan
- 2013年 - Eve Marder
- 2014年 - Thomas Jessell
- 2015年 - Michael E. Greenberg、Carla J. Shatz
- 2016年 - 蒲慕明
- 2017年 - Joshua Sanes
- 2018年 - Ann M. Graybiel、彦坂興秀、Wolfram Schultz
- 2019年 - Joseph Takahashi
- 2020年 - Friedrich Bonhoeffer、Corey Goodman、Marc Tessier-Lavigne
- 2021年 - Christine Petit、Christopher A. Walsh
- 2022年 - Larry Abbott、Emery Neal Brown、Terrence Sejnowski、Haim Sompolinsky
- 2023年 - Allan Jacobson、リン・マクアット
- 2024年 - Cornelia Bargmann、Gerald Rubin
- 2025年 - Edward F. Chang